# Кавадарци (община)
Кава́дарци (макед. Општина Кавадарци) — община в Северной Македонии. Расположена на юге страны. Население составляет 38 741 человек (2002 год).
Административный центр — город Кавадарци.
Площадь территории общины 992,44 км².
Граничит с общинами Северной Македонии:
- на западе — с общиной Прилеп;
- на северо-западе с общиной Чашка;
- на севере — с общиной Росоман;
- на северо-востоке — с общиной Неготино;
- на востоке — с общиной Демир-Капия;
- на юго-востоке — с общиной Гевгелия.

На юге — с граничит с номом Килкис в области Центральная Македония Греции.
Кроме города Кавадарци, в состав общины входят ещё 39 сёл: Бегниште, Боянчиште, Бохула, Брушани, Бунарче, Ваташа, Возарци, Галиште, Гарниково, Глишикь, Горна-Бошава, Грбовец, Дабниште, Добротино, Долна-Бошава, Драгожел, Драдня, Дреново, Кесендре, Клиново, Конопиште, Кошани, Крнево, Куманичево, Майден, Марена, Мрежичко, Праведник, Ржаново, Радня, Раец, Ресава, Рожден, Сопот, Страгово, Фариш, Чемерско, Шешково и Шивец.
Этническая структура населения в общине по переписи населения 2002 года:
- македонцы — 37 499 чел.;
- цыгане — 679 чел.;
- сербы — 218 чел.;
- турки — 167 чел.;
- арумыны — 27 чел.;
- боснийцы — 4 чел.;
- албанцы — 2 чел.;
- остальные — 145 чел.;

На территории общины есть рудник Алшар, который известен редким минералом — лорандитом.